# Streblus brunonianus
Streblus brunonianus, conocido como el árbol hueso de ballena (whalebone tree) es un pequeño árbol en la familia de las higueras. Comúnmente se le ve en diferentes tipos de bosque lluvioso, particularmente cerca de corrientes de agua.
Streblus brunonianus crece desde las cercanías del poblado de Milton, Nueva Gales del Sur (35° S) en el sur del distrito de Illawarra hasta la península del Cabo York en el norte de Australia. También se encuentra en Nueva Guinea y otras islas del Pacífico.

## Descripción
Es un arbusto grande o árbol pequeño. Sin embargo, raramente crece como un árbol grande, aunque puede alcanzar 30 metros de alto y un tronco de 40 cm de diámetro. El tronco es mayormente cilíndrico o rebordeado. La corteza es café, presentando líneas de pústulas verticales.
Las hojas son delgadas con un gran extremo puntiagudo. De 5 a 8 cm de largo, alternadas y simples. Con frecuencia finamente dentadas. El envés es velloso, el haz es brilloso de color verde de un tono mediano. La nervadura es más evidente en el envés. A diferencia de otras especies, las venas laterales no terminan en la dentadura de la hoja.
Las flores aparecen de septiembre a mayo. Las flores masculinas están en espigas, las flores femeninas en pequeños racimos o espigas. El fruto madura de enero a mayo, siendo una baya amarilla, de 4 a 6 mm de largo. Las semillas redondas pálidas miden 3 mm de diámetro. 
La germinación de la semilla fresca se produce sin ninguna dificultad en siete semanas. El fruto es comido por varias aves incluyendo: tórtola cuco parda, el maullador verde, el melífago de Lewin, el tilopo reina y la paloma bicrestada.

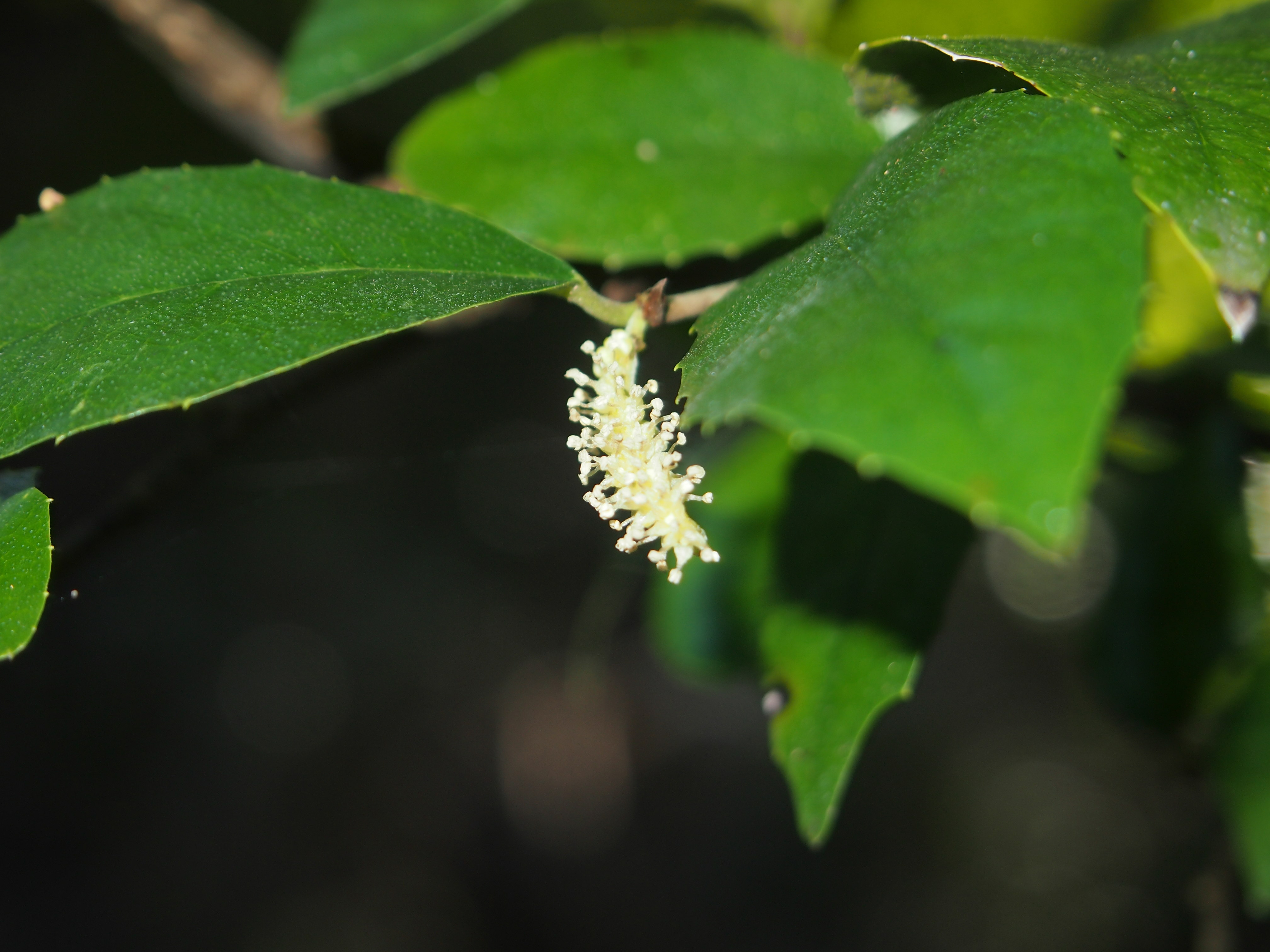
Streblus brunonianus en floración.